# 2020年東京オリンピックのバドミントン競技
2020年東京オリンピックのバドミントン競技（2020ねんとうきょうオリンピックのバドミントンきょうぎ）は2021年7月24日から8月2日まで開催されたオリンピックバドミントン競技である。世界バドミントン連盟（BWF）管轄。

## 概要
前回大会同様、男女シングルス・男女ダブルス・混合ダブルスの5種目が実施される。武蔵野の森総合スポーツプラザで開催される。男女86名ずつの選手が出場する。BWFが定めるオリンピックランキング（2021年6月18日発表）の上位選手に出場権が与えられる。シングルスは1カ国からは2名（ランキング16位以内に2名以上の選手がいる場合）、又は1名まで出場できる。ダブルスは1カ国からは2組（ランキング8位以内に2組以上の選手がいる場合）、又は1組まで出場できる。なお開催国日本は男女シングルスに1名ずつの出場が保証されている。
シングルスはランキングの上位から順に1カ国あたりの制限を満たすように34名＋1名（開催国枠）の選手が選出される。ダブルスは上位から順に1カ国あたりの制限を満たすように16組の選手が選出される。その他にシングルスのみ男女3名ずつの招待枠が存在する。シングルスとダブルスで重複して選出された選手が存在し、選出された選手が男女86名ずつに満たない場合は、シングルスのランキングから追加の選手が選出される。ランキングの出場権獲得圏内に1カ国から制限を超える数の選手が含まれている場合は、その国はランキング下位の選手を上位の選手の代わりに派遣することができる。いずれの種目でも各大陸から最低1人（1組）の出場が保証（大陸枠）されている。（ただし、ダブルスはオリンピックランキング50位以内が条件）また、大陸枠は1カ国あたり2種目までしか獲得できない。元々の出場枠に加え、難民選手団の選手1名が出場権を得たため、合計173名が出場資格を得た。
日本からはシングルスランキング上位16名に男子2名、女子3名が入っていたため、男女2名ずつがシングルスに出場できる。また、ダブルスではランキング上位8組に男女2組ずつ、混合1組が入っていたため、男女ダブルスでは2組ずつ、混合ダブルスでは1組が出場できる。2021年6月18日、日本バドミントン協会は桃田賢斗（男子シングルス・ランキング1位）、常山幹太（男子シングルス・12位）、奥原希望（女子シングルス・3位）、山口茜（女子シングルス・5位）、遠藤大由／渡辺勇大組（男子ダブルス・4位)、園田啓悟／嘉村健士組（男子ダブルス・5位）、福島由紀／廣田彩花組（女子ダブルス・1位）、永原和可那／松本麻佑組（女子ダブルス・3位）、渡辺勇大／東野有紗組（混合ダブルス・5位）が代表選手に内定したことを発表した。
日本勢はメダルラッシュが期待されたが、金メダルを有望視されていた桃田が予選リーグで敗退したほか、女子シングルスやダブルスなども準々決勝までに敗退し、唯一準決勝まで進出した複合ダブルスの渡辺・東野ペアが銅メダルを獲得するにとどまった。

## 競技日程
| P | 予選リーグ | R | 1回戦 | ¼ | 準々決勝 | ½ | 準決勝 | F | 決勝 |

|                | 7/24 | 7/25 | 7/26 | 7/27 | 7/28 | 7/29 | 7/30 | 7/31 | 8/1 | 8/2 |
| -------------- | ---- | ---- | ---- | ---- | ---- | ---- | ---- | ---- | --- | --- |
| 男子シングルス | P    | P    | P    | P    | P    | R    |      | ¼    | ½   | F   |
| 女子シングルス | P    | P    | P    | P    | P    | R    | ¼    | ½    | F   |     |
| 男子ダブルス   | P    | P    | P    | P    |      | ¼    | ½    | F    |     |     |
| 女子ダブルス   | P    | P    | P    | P    |      | ¼    |      | ½    |     | F   |
| 混合ダブルス   | P    | P    | P    |      | ¼    | ½    | F    |      |     |     |

## 参加国
- オーストラリア (4)
- オーストリア (1)
- アゼルバイジャン (1)
- ベルギー (1)
- ブラジル (2)
- ブルガリア (3)
- カナダ (8)
- 中国 (14)
- デンマーク (9)
- エジプト (3)
- エストニア (2)
- フィンランド (1)
- フランス (4)
- ドイツ (5)
- イギリス (7)
- グアテマラ (2)
- 香港 (4)
- ハンガリー (2)
- インド (4)
- インドネシア (11)
- イラン (1)
- アイルランド (1)
- イスラエル (2)
- 日本 (13)
- マレーシア (8)
- モルディブ (1)
- マルタ (1)
- モーリシャス (1)
- メキシコ (2)
- ミャンマー (1)
- オランダ (4)
- ナイジェリア (3)
- パキスタン (1)
- ペルー (1)
- 難民 (1)
- ROC (4)
- シンガポール (2)
- スロバキア (1)
- 韓国 (10)
- スペイン (2)
- スリランカ (1)
- スウェーデン (1)
- スイス (1)
- チャイニーズタイペイ (5)
- タイ (7)
- トルコ (1)
- ウクライナ (2)
- アメリカ合衆国 (4)
- ベトナム (2)

 スリナムのSoren Optiは招待枠により出場権を得ていたが、大会直前に新型コロナウィルスの検査で陽性となったため、出場辞退することとなった。

## 競技形式
1ゲーム21点先取で2ゲーム先取の3ゲームマッチ。20点オールになったときは2点リードするか30点目を取った方がゲームの勝者となる。
シングルスは3～4名ずつ14のグループに分かれて総当り戦を行い、各組上位1名が決勝トーナメントに進出する。ダブルスは4組ずつ4つのグループに分かれて総当り戦を行い、各組上位2組が決勝トーナメントに進出する。シングルスランキングの上位14名とダブルスランキングの上位4組はシードとして、各組に1名（組）ずつ配置される。

## 競技結果
予選ラウンド
決勝トーナメント

### メダリスト
男子シングルスを制したビクトル・アクセルセンは非アジア勢としては、アトランタ大会のPoul-Erik Høyer Larsen以来2人目、他の種目を通じても前回リオ大会の女子シングルスを制したカロリーナ・マリンと合わせて史上3人目のオリンピックバドミントンの金メダリストとなった。
| 種目           | 金                                                       | 銀                                | 銅                                                  |
| -------------- | -------------------------------------------------------- | --------------------------------- | --------------------------------------------------- |
| 男子シングルス | ビクトル・アクセルセン デンマーク (DEN)                  | 諶龍 中国 (CHN)                   | アンソニー・シニスカ・ギンティン インドネシア (INA) |
| 男子ダブルス   | チャイニーズタイペイ (TPE) 李洋 王齊麟                   | 中国 (CHN) 李俊慧 劉雨辰          | マレーシア (MAS) アーロン・チア ソー・ウーイック    |
| 女子シングルス | 陳雨菲 中国 (CHN)                                        | 戴資穎 チャイニーズタイペイ (TPE) | シンドゥ・プサルラ インド (IND)                     |
| 女子ダブルス   | インドネシア (INA) グレイシア・ポリー アプリヤニ・ラハユ | 中国 (CHN) 陳清晨 賈一凡          | 韓国 (KOR) キム・ソヨン コン・ヒヨン                |
| 混合ダブルス   | 中国 (CHN) 王懿律 黄東萍                                 | 中国 (CHN) 鄭思維 黄雅瓊          | 日本 (JPN) 渡辺勇大 東野有紗                        |

## 国・地域別のメダル獲得数
| 順   | 国・地域                   | 金 | 銀 | 銅 | 計 |
| ---- | -------------------------- | -- | -- | -- | -- |
| 1    | 中国 (CHN)                 | 2  | 4  | 0  | 6  |
| 2    | チャイニーズタイペイ (TPE) | 1  | 1  | 0  | 2  |
| 3    | インドネシア (INA)         | 1  | 0  | 1  | 2  |
| 4    | デンマーク (DEN)           | 1  | 0  | 0  | 1  |
| 5    | インド (IND)               | 0  | 0  | 1  | 1  |
| 5    | 日本 (JPN)（開催国）       | 0  | 0  | 1  | 1  |
| 5    | 韓国 (KOR)                 | 0  | 0  | 1  | 1  |
| 5    | マレーシア (MAS)           | 0  | 0  | 1  | 1  |
| 合計 | 合計                       | 5  | 5  | 5  | 15 |